# Leocrates indicus
Leocrates indicus är en ringmaskart som beskrevs av Horst 1921. Leocrates indicus ingår i släktet Leocrates och familjen Hesionidae. Inga underarter finns listade i Catalogue of Life.